# Bangkok Love Stories: Innocence
Bangkok Love Stories: Innocence (Bangkok รัก Stories ตอน ไม่เดียงสา @สีลม, Bangkok Rak Stories 2: Mai Diang Sa) est une série télévisée thaïlandaise créée par Ekachai Uekrongtham, diffusée du 8 mars 2018 au 14 novembre 2018 sur GMM 25 puis sur Netflix.

## Synopsis
Dans le quartier de Silom à Bangkok, plusieurs personnages se côtoient ou se rencontrent tout en cherchant l'amour. Claudia, propriétaire d'un petit restaurant, rencontre l'Américain JC, qui travaille dans la restauration rapide en attendant la venue de sa fiancée. Le beau Keaton travaille comme coach et comme escort, il est secrètement amoureux de Simon. Simon est ouvertement gay, il s'occupe de sa mère qui a Alzheimer, et il a pour meilleure amie une femme trans, Mednoon. Eve, cadre travailleuse mais mal considérée, est amoureuse de Danny qui fréquente une maison close et qui s'intéresse à Lin. La riche Jennista est une cliente de Keaton,.

## Distribution

### Acteurs principaux
- Narupornkamol Chaisang : Eve
- Ten Tosatid Darnkhuntod : Simon
- Nida Patcharaveerapong : Claudia
- Max Nattapol Diloknawarit : Keaton / Nawin
- Pond Ponlawit Ketprapakorn : Danny
- Pavadee Komchokpaisan : Lin
- Kawin Manonukul : JC
- Nicole Theriault : Jennista
- Godji Tatchakorn Boonlapayanan : Mednoon
- Teera Pratumtree : Toffy
- Rudklao Amratisha : la mère de Simon
- Naphon Phromsuwan : Krit
- Tob Chaiwat Thongsaeng
- Nawarat Techarathanaprasert : Dear, l'ex de Simon

## Épisodes
La série comporte treize épisodes.

## Production
La série fait partie de la série d'anthologie Bangkok Love Stories, créée par Ekachai Uekrongtham, et produite par GMM Bravo, la maison de production de GMM Grammy.

### Développement
La série est réalisée par Sutthisit Decha-intranarak.

### Attribution des rôles
Le rôle d'Eve revient à Narupornkamol Chaisang, apparue dans la série Hormones en 2015 ainsi que dans Sicario : La Guerre des cartels.
Ten Tosatid Darnkhuntod, déjà vu dans la série Gay OK Bangkok en 2016, joue le rôle de Simon.
Le personnage de Keaton est interprété par Max Nattapol Diloknawarit, qui a joué dans la série Together with Me en 2017, puis dans Manner of death (2020-2021).
Le rôle de Claudia est attribué à l'actrice Nida “Tangmo” Patcharaveerapong, qui sera retrouvée morte dans une rivière en 2022.

### Tournage
La série est tournée à Bangkok.

### Diffusion
Le premier épisode est diffusé le 8 mars 2018 et le dernier le 14 novembre 2018 sur la chaîne de télévision thaïlandaise GMM 25.